# Rózsahegyi Marika
Abóczky Róbertné Rózsahegyi Marika, született: Tornyai-Schossberger (Budapest, 1933. február 1. – 2014. augusztus 11.) magyar színésznő. Rózsahegyi Kálmán színész unokája.

## Élete
Báró tornyai Tornyai-Schossberger Henrik György földbirtokos és Rózsahegyi Mária lánya. A szülei 1946-ban elváltak. 1952-ben nagyapja, Rózsahegyi Kálmán színiiskolájában szerezte meg színészi diplomáját. Ascher Oszkár tanítványa volt. Az oklevele megszerzése után 1952 és 1955 között az Állami Faluszínház tagja volt, majd a József Attila Színházhoz szerződött. 1958-tól az Országos Rendező Iroda rendezvényein rendszeresen fellépett vidéken és a szomszédos országok magyarlakta városaiban. 1973-ban a Kamara Varietéhez szerződött. 1974-ben az Amerikai Egyesült Államokban vendégszerepelt, majd egy évvel később –házasságkötése után– ott telepedett le. A tengerentúlon súlyos kutyatámadás érte és a plasztikai műtétek ellenére a sérüléseinek nyomai megmaradtak. Ezt követően visszavonult a színpadtól. Férje halála után visszaköltözött Magyarországra.
Utolsó közös fellépése nagyapjával az Öregember nem vénember című műsor volt.
Házastársa Abóczky Róbert (1929–2005) volt.

## Szerepei

### Színházi szerepei
- Lehár Ferenc: Pacsirta – Borcsa
- Franz és Paul Schönthan: Szabin nők elrablása – Etelka
- Ralph Benatzky: Az esernyős király – Adrienne
- Ábrahám Pál: Az utolsó Verebély lány – Nelly

### Filmszerepei
- Gerolsteini kaland (1957)
- Mici néni két élete (1963)
- Színészek a porondon (tévéfilm, 1963)
- Lehet egy kilóval kevesebb? (tévéfilm, 1971)

## Díjai, elismerései
2014-ben Gyomaendrőd díszpolgárává választották.